# New rave
New rave (a veces también llamado nu-rave) es una etiqueta aplicada a un subgénero o estilo musical que fusiona elementos de la música electrónica y el indie rock (así como música disco y punk rock) que se desarrolló en el Reino Unido durante el año 2006. Tiene ciertas similitudes con el estilo estadounidense del dance punk. La publicación NME es ciertamente responsable por la popularidad del término que tiene las connotaciones de ser una nueva versión del movimiento rave, y de ser una corrupción del término new wave.
Se aceptan generalmente a Klaxons y Shitdisco como los principales expositores del género.
La estética de la escena New Rave es bastante similar a aquella de la escena rave original, estando bastante centrada en los efectos visuales psicodélicos. Los seguidores de la escena utilizan luces y lámparas de neon u de otro tipo, vistiéndose de colores brillantes.

## Críticas
La etiqueta se le aplica frecuente y tal vez, erróneamente a cualquier grupo con influencias electrónicas. Bandas como Datarock y Hot Chip son llamadas new rave debido al gran fanatismo que atraen de los seguidores del género, a pesar de que hayan evolucionado en una cultura musical diferente y, en algunos casos, un país diferente. Varios han declarado públicamente que no tienen nada que ver con el género. De hecho, los mismos Klaxons han declarado no ser new rave, describiendo el género como "una broma que llegó demasiado lejos". Sin embargo también han dicho que no se arrepienten de haber creado el término, viendo al género con aprobación.
La escena new rave puede verse como una construcción mediática, en gran proporción impulsada por NME. La creencia de que muchas de las bandas asociadas al género no caen apropiadamente bajo el término dance punk le ha dado veracidad a esas sugestiones, aunque se ha dicho que tratar de argüir sobre algo tan intangible como los géneros musicales es un ejercicio inútil de cualquier modo.
El intento del NME por renombrar una línea de música indie como una evolución de la escena rave ha sido refutada por aquellos involucrados en el resurgimiento de la escena breakbeat hardcore del Reino Unido, también llamada nu rave.
En Sudamérica algunos exponentes comienzan a surgir, entre los que destacan Los Monos, Mick Freak y Diskette.